# FIVB Volleyball World Grand Prix
FIVB World Grand Prix var en internationell turnering i volleyboll för damlandslag. Den spelades årligen från 1993 och till och med 2017 och betraktades som en motsvarighet till herrarnas världsliga (FIVB Volleyball World League). Den ersattes av Volleyball Nations League. Brasilien var mest framgångsrika med tolv segrar.

## Historik

### Ursprung
FIVB World Grand Prix skapades 1993 som en del av Internationella volleybollförbundets marknadsföringsstrategi för att popularisera volleyboll genom årliga internationella turneringar. Förebilden var herrarnas FIVB Volleyball World League, som introducerades 1990 och blev en framgång.

### Vinnare
| Landslag      | Titlar | År                                                                        |
| ------------- | ------ | ------------------------------------------------------------------------- |
| Brasilien     | 12     | 1994, 1996, 1998, 2004, 2005, 2006, 2008, 2009, 2013, 2014, 2016 och 2017 |
| USA           | 6      | 1995, 2001, 2010, 2011, 2012 och 2015                                     |
| Ryssland      | 3      | 1997, 1999, 2002                                                          |
| Cuba          | 2      | 1993, 2000                                                                |
| Kina          | 1      | 2003                                                                      |
| Nederländerna | 1      | 2007                                                                      |

## Resultat
| 1993 | Hong Kong       | Kuba          | 3–0       | Kina      | Ryssland      | 3–1       | Brasilien     | 8 / 6  |
| 1994 | Shanghai        | Brasilien     | gruppspel | Kuba      | Kina          | gruppspel | Japan         | 12 / 4 |
| 1995 | Shanghai        | USA           | gruppspel | Brasilien | Kuba          | gruppspel | Kina          | 8 / 4  |
| 1996 | Shanghai        | Brasilien     | gruppspel | Kuba      | Ryssland      | gruppspel | Kina          | 8 / 4  |
| 1997 | Kobe            | Ryssland      | gruppspel | Kuba      | Sydkorea      | gruppspel | Japan         | 8 / 4  |
| 1998 | Hong Kong       | Brasilien     | 3–0       | Ryssland  | Kuba          | 3–1       | Kina          | 8 / 4  |
| 1999 | Yuxi            | Ryssland      | 3–0       | Brasilien | Kina          | 3–1       | Italien       | 8 / 4  |
| 2000 | Quezon City     | Kuba          | 3–1       | Ryssland  | Brasilien     | 3–1       | Kina          | 8 / 4  |
| 2001 | Macau           | USA           | 3–1       | Kina      | Ryssland      | 3–0       | Kuba          | 8 / 8  |
| 2002 | Hong Kong       | Ryssland      | 3–1       | Kina      | Tyskland      | 3–1       | Brasilien     | 8 / 4  |
| 2003 | Andria          | Kina          | gruppspel | Ryssland  | USA           | gruppspel | Nederländerna | 12 / 6 |
| 2004 | Reggio Calabria | Brasilien     | 3–1       | Italien   | USA           | 3–0       | Kuba          | 12 / 6 |
| 2005 | Sendai          | Brasilien     | gruppspel | Italien   | Kina          | gruppspel | Kuba          | 12 / 6 |
| 2006 | Reggio Calabria | Brasilien     | 3–1       | Ryssland  | Italien       | 3–2       | Kuba          | 12 / 6 |
| 2007 | Ningbo          | Nederländerna | gruppspel | Kina      | Italien       | gruppspel | Ryssland      | 12 / 6 |
| 2008 | Yokohama        | Brasilien     | gruppspel | Kuba      | Italien       | gruppspel | USA           | 12 / 6 |
| 2009 | Tokyo           | Brasilien     | gruppspel | Ryssland  | Tyskland      | gruppspel | Nederländerna | 12 / 6 |
| 2010 | Ningbo          | USA           | gruppspel | Brasilien | Italien       | gruppspel | Kina          | 12 / 6 |
| 2011 | Macau           | USA           | 3–0       | Brasilien | Serbien       | 3–0       | Ryssland      | 16 / 8 |
| 2012 | Ningbo          | USA           | gruppspel | Brasilien | Turkiet       | gruppspel | Thailand      | 16 / 6 |
| 2013 | Sapporo         | Brasilien     | gruppspel | Kina      | Serbien       | gruppspel | Japan         | 20 / 6 |
| 2014 | Tokyo           | Brasilien     | gruppspel | Japan     | Ryssland      | gruppspel | Turkiet       | 28 / 6 |
| 2015 | Omaha           | USA           | gruppspel | Ryssland  | Brasilien     | gruppspel | Kina          | 28 / 6 |
| 2016 | Bangkok         | Brasilien     | 3–2       | USA       | Nederländerna | 3–2       | Ryssland      | 28 / 6 |
| 2017 | Nanjing         | Brasilien     | 3–2       | Italien   | Serbien       | 3–1       | Kina          | 32 / 6 |

## Mest värdefulla spelare
| - 1993 – Mireya Luis (CUB) - 1994 – Fernanda Venturini (BRA) - 1995 – Tara Cross-Battle (USA) - 1996 – Leila Barros (BRA) - 1997 – Jevgenija Artamonova (RUS) - 1998 – Leila Barros (BRA) - 1999 – Virna Dias (BRA) - 2000 – Ljubov Sokolova (RUS) - 2001 – Danielle Scott-Arruda (USA) | - 2002 – Jevgenija Artamonova (RUS) - 2003 – Paola Cardullo (ITA) - 2004 – Logan Tom (USA) - 2005 – Paula Pequeno (BRA) - 2006 – Sheilla Castro (BRA) - 2007 – Manon Flier (NED) - 2008 – Mari Steinbrecher (BRA) - 2009 – Sheilla Castro (BRA) - 2010 – Foluke Akinradewo (USA) | - 2011 – Destinee Hooker (USA) - 2012 – Megan Hodge (USA) - 2013 – Thaísa Menezes (BRA) - 2014 – Yūko Sano (JPN) - 2015 – Karsta Lowe (USA) - 2016 – Natália Pereira (BRA) - 2017 – Natália Pereira (BRA) |  |